# Los Mares (métro de Séville)
Los Mares est une future station de la ligne 3 du métro de Séville. Elle sera située sous la rue de la Mer d'Alboran, dans le district Nord, à Séville.

## Situation sur le réseau
Établie en souterrain, Los Mares sera une station de passage de la ligne 3 du métro de Séville. Elle sera située après Pino Montano, en direction du terminus nord de Pino Montano Norte, et avant Los Carteros, en direction du terminus sud de Hospital de Valme.

## Histoire
L'emplacement de la station est présenté au public le 13 janvier 2022, lors du dévoilement du projet définitif du tronçon nord de la ligne 3.